# Envoy Air

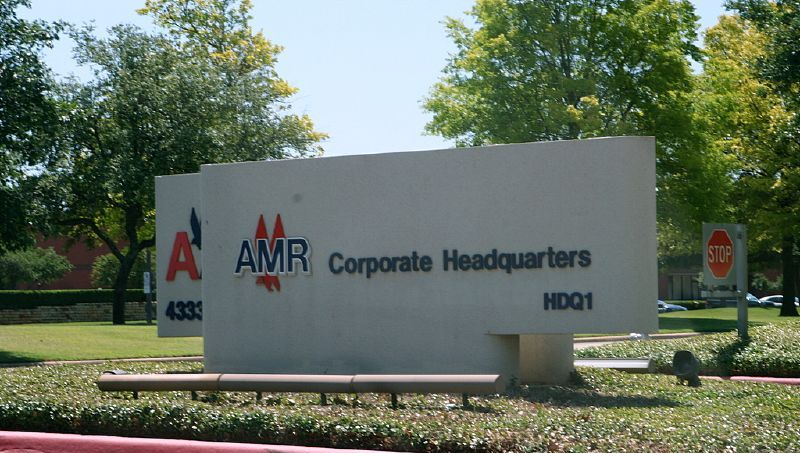
La sede del American Airlines y American Eagle Airlines.

Envoy Air (anteriormente American Eagle Airlines Inc.,) es una aerolínea regional con base en Fort Worth, Texas, Estados Unidos que comenzó a operar como una pequeña aerolínea regional afiliada con American Airlines. Es una aerolínea aliada de American Airlines (ambos pertenecientes a la American Airlines Group), operando unos 1.800 vuelos al día, sirviendo 159 ciudades en los Estados Unidos, Canadá, México y el Caribe. Tiene la característica de ser la aerolínea regional más grande del mundo. En término de ingresos, American Eagle Airlines se le consideraría la mejor aerolínea al tener más de 1000 millones de dólares de beneficios en ingresos, sin embargo, no se le puede calificar como tal simplemente porque sus aviones tienen menos de 100 asientos.
Al igual que su compañera y matriz, American Airlines, la marca Envoy es miembro de la alianza Oneworld. American Eagle Airlines también tiene un acuerdo de código compartido con Northwest Airlines, Delta Airlines, y Continental Airlines en sus rutas de California.
Su nombre fue también utilizado entre abril de 1980 y abril de 1981 por una efímera aerolínea que efectuó vuelos chárter mientras esperaba la autorización de operaciones regulares. Se le concedió la autorización para comenzar a operar de manera regular, pero la aerolínea suspendió sus operaciones y se declaró en bancarrota antes de poder efectuar vuelos regulares.

## Historia

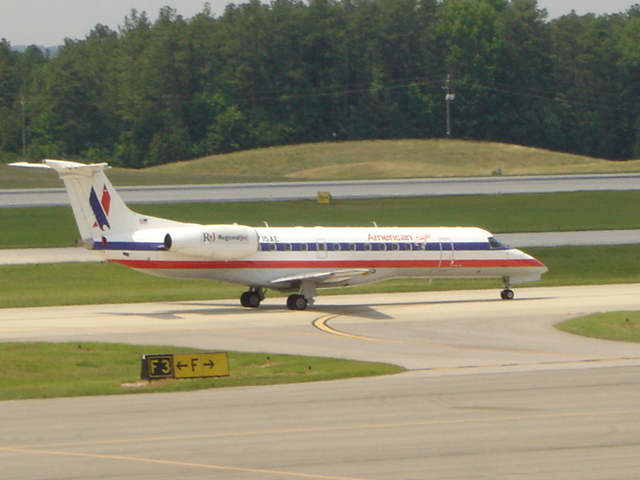
Avión de American Eagle dirigiéndose a pista para despegar del aeropuerto internacional Raleigh-Durham.

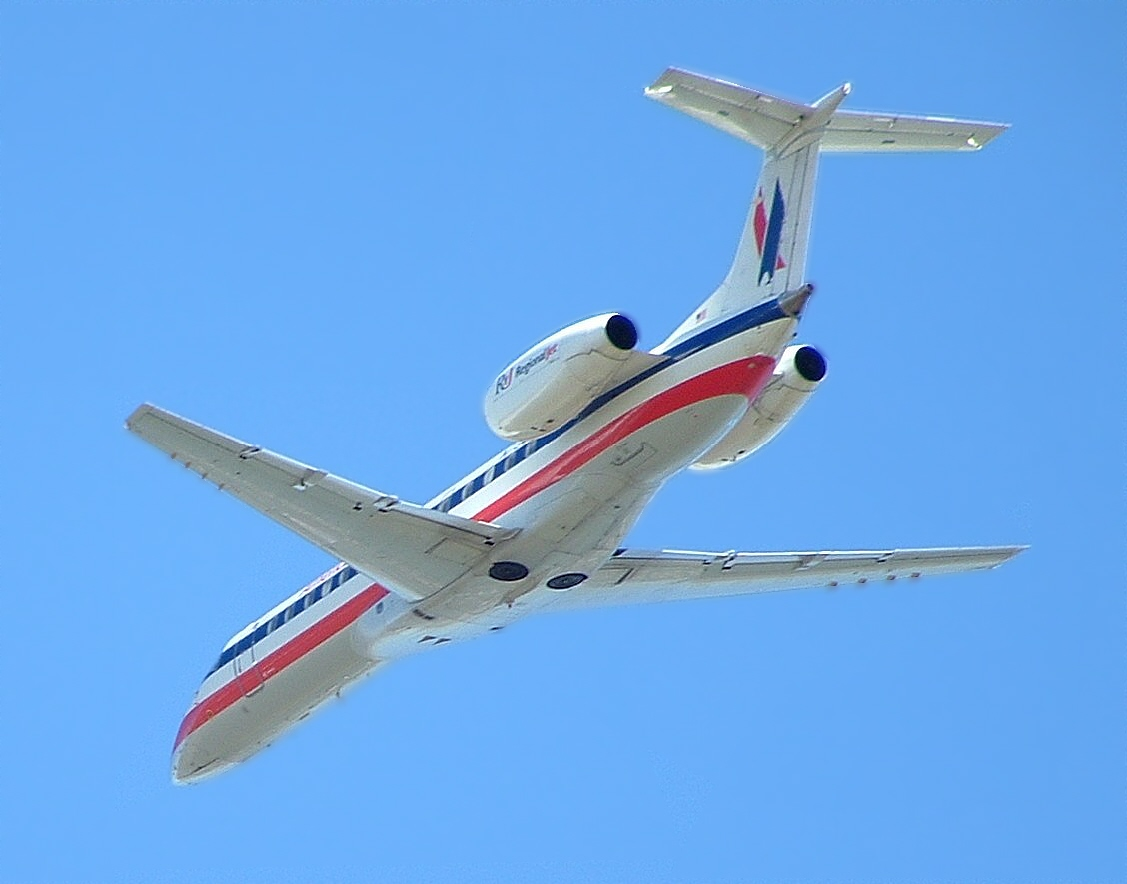
Un ERJ de American Eagle saliendo del aeropuerto Reagan National en Washington D. C..

American Eagle fue concebida a mediados de los 80 como una unión de aerolíneas regionales para operar con el nombre de la marca American Eagle y comenzó a operar el 1 de noviembre de 1984. El primer vuelo de American Eagle fue efectuado por Metroflight Airlines el 1 de noviembre de 1984 con salida de Fayetteville, Arkansas a Dallas/Fort Worth, Texas. La primera de sus operaciones fue para Command Airways (o Command Airlines) y que tenía su base en el aeropuerto Dutchess County en Wappinger, Nueva York. Las operaciones incluían instalaciones de mantenimiento. Otras compañías que formaban parte del conglomerado eran Air Virginia, Simmons Airlines, Wings West Airlines, Metro Airlines y Chaparral Airlines. 
A finales de los 80, estas compañías se unieron como una sola con el nombre de American Eagle. Metro Airlines fue adquirida por AMR el 22 de diciembre de 1992. Después del trágico accidente de un American Eagle operado por la compañía Avair (anteriormente conocida como Air Virginia), AMR Corp. Inyectó capital en Avair Inc. Para que pudiese continuar operando y volando bajo la marca American Eagle. Finalmente, las operaciones aéreas de Avair Inc. Fueron completamente vendidos a la empresa AMR y esta operó su nueva compañía como Nashville Eagle, comenzando a operar en mayo de 1988. Con estas compañías y Simmons Airlines (la más grande de las que había, y que también fue adquirida por AMR en 1988) la historia predecesora de American Eagle Airlines Inc. como una compañía independiente y con su propio certificado de operaciones esta próxima a su fin. Nashville Eagle y Command Airways se fusionaron para convertirse en Flagship Airlines el 1 de junio de 1991. Sin embargo, Wings West, Flagship Airlines, Simmons Airlines, y Executive Airlines permanecieron como compañías subsidiarias independientes de AMR Corp., con certificados de operación independientes hasta el 15 de mayo de 1998 cuando todas excepto Executive Airlines Inc. se fusionaron para convertirse en una única aerolínea llamada American Eagle Airlines Inc.
Al contrario que las otras aerolíneas, Executive Airlines Inc. no se fusionó en American Eagle Airlines Inc., pero permaneció como subsidiaria independiente de AMR Eagle Holdings Corporation, que operó a menudo bajo la marca American Eagle. Executive Airlines, continuó proporcionando vuelos a American Eagle por contrato con AMR American Airlines mediante la marca American Eagle y su afiliación con el certificado de American Eagle Airlines, Inc. 
American Eagle Airlines inauguró su primer vuelo a reacción lanzándola con un avión de reacción regional en mayo de 1998 de Chicago a Cleveland, Cincinnati y Milwaukee usando un avión Embraer ERJ 145. Business Express fue adquirida por AMR Eagle Holdings Corporation en marzo de 1999 e integrada en American Eagle Inc. en diciembre de 2000. Tiene 10,054 empleados.
Los vuelos de American Eagle Airlines desde el Aeropuerto Internacional de Los Ángeles los efectúan en código compartido para compañías como Continental Airlines, Northwest Airlines, Hawaiian Airlines Alaska Airlines, Qantas, y bajo el nombre Delta Connection para Delta Airlines. Estas rutas en código compartido son resultado de la adquisición por parte de AMR Corporations de TWA y sus filiales Trans World Express y TWA Connection.
El 28 de noviembre de 2007, Bloomberg.com anunció que la propietaria de American Eagle, AMR Corporation, intentaría deshacerse de American Eagle durante 2008. El 14 de diciembre de 2007, The News & Observer de Raleigh (NC) anunció que el cambio de propietarios de la compañía podrían desembocar en una reducción de vuelos de American Eagle en el Aeropuerto Internacional de Raleigh-Durham. Sin embargo, en agosto de 2008, AMR mantenía sus planes de reducir su participación en American Eagle "tenemos la necesidad de hacerlo debido a las actuales condiciones de la industria y la economía."

## Hubs

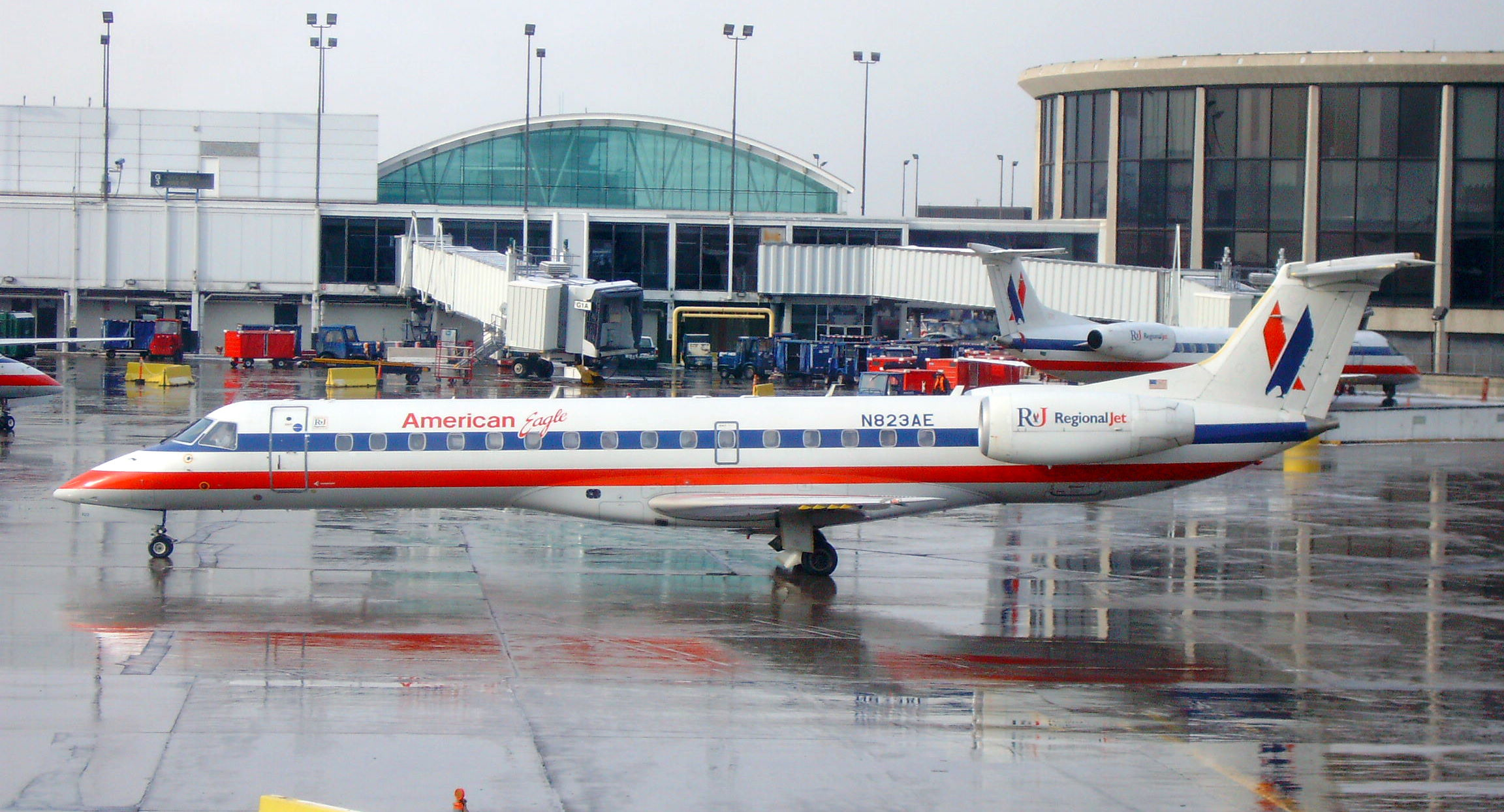
ERJ-140 de American Eagle en el Aeropuerto Internacional O'Hare.

Los principales aeropuertos de American Eagle están en Boston, Chicago-O'Hare, Dallas-Fort Worth, Miami, New York-LaGuardia, Los Ángeles, Raleigh, y San Juan.
American Eagle dispone de instalaciones de mantenimiento también en el Aeropuerto Regional de Abilene en Abilene, Texas; en el Aeropuerto Regional Northwest Arkansas en Highfill, Ark.; en el Aeropuerto Internacional Port Columbus en Columbus, Ohio; en el Aeropuerto Regional de Springfield/Branson en Springfield, Mo. Y en el Aeropuerto Internacional Sawyer en Marquette, Míchigan, y tiene técnicos de mantenimiento en el Aeropuerto Internacional de San José
La presunta venta de American Eagle por su propietaria podría conducir a una reducción de vuelos desde su hub del Aeropuerto Internacional Raleigh-Durham. Las reducciones probablemente se producirían en las rutas que unen Raleigh-Durham y las pequeñas ciudades, particularmente Hartford, Jacksonville, Kansas City, Fayetteville, Columbus y Louisville. Los vuelos a Newark también podrían verse afectados. Muchas de estas rutas son operadas por otras compañías aéreas.

## Flota

### Flota actual
A diciembre de 2024, la media de edad de la flota de Envoy Air es de 10 años y está compuesta de los siguientes aviones:
| Avión       | En servicio | Órdenes | Pasajeros | Pasajeros | Pasajeros | Pasajeros | Notas                                                        |
| Avión       | En servicio | Órdenes | F         | Y+        | Y         | Total     | Notas                                                        |
| ----------- | ----------- | ------- | --------- | --------- | --------- | --------- | ------------------------------------------------------------ |
| Embraer 170 | 43          | 36      | 12        | 20        | 33        | 65        | Equipado con 66 asientos, uno en cabina principal bloqueado. |
| Embraer 175 | 122         | —       | 12        | 20        | 44        | 76        |                                                              |
| Total       | 165         | 36      |           |           |           |           |                                                              |

## Servicio a bordo
En los vuelos de cabotaje y del área del Caribe, American Eagle Airlines dispone de aperitivos a la venta. Para los vuelos de dos horas o más, ofrece aperitivos de manera gratuita.

## Incidentes y accidentes de Executive Airlines operando para AMR Eagle
- 8 de mayo de 1987: El vuelo 5452 de American Eagle operado por Executive Airlines, con un CASA 212-200 realizaba un vuelo regular doméstico de pasajeros entre San Juan y Mayagüez se estrelló cerca de la pista 09 mientras aterrizaba en Mayagüez. Después del impacto, el avión continuó en marcha, atravesando una valla y acabando en una zanja. De los 6 ocupantes a bordo (4 pasajeros y 2 miembros de la tripulación) 2 murieron. Se determinó que la causa del accidente fue un mal mantenimiento en el flujo de combustible al propulsor y motor.
- 7 de junio de 1992: Un vuelo de American Eagle operado por Executive Airlines con un CASA 212-200 durante un vuelo regular entre San Juan y Mayagüez perdió el control y se estrelló en picado a 3/4 milla del aeropuerto de Mayagüez. Tanto la tripulación como los tres pasajeros a bordo murieron. La causa del accidente fue que el copiloto no se acordó de bajar los flaps, provocando que el avión quedase fuera de control.
- 31 de octubre de 1994: Un ATR-72 de American Eagle, operando el vuelo 184, se estrella en Indianápolis, Estados Unidos, por congelación en sus alerones por las gotas de agua fría.
- 9 de mayo de 2004: Un ATR-72 de American Eagle, operando el vuelo 5401, se estrelló durante el aterrizaje en San Juan, Puerto Rico después de que el capitán perdiese el control de la aeronave mientras aterrizaba. Diecisiete personas resultaron heridas, pero no hubo que lamentar ninguna muerte.

## Incidentes y accidentes como AMR Eagle por los operadores previos
- 24 de agosto de 1984: El vuelo 628 de Wings West Airlines colisionó con otra aeronave en el aire. Momentos después de salir de San Luis, del aeropuerto regional Obispo County en su vuelo diario al Aeropuerto internacional de San Francisco, el avión bimotor Beechcraft C99 (N6399U) de Wings West Airlines colisionó de frente con un avión privado Rockwell Commander 112TC (N112SM) que se encontraba en descenso para aterrizar en el mismo aeropuerto.[12]
- 19 de febrero de 1988: El vuelo 3378 de American Eagle operado por Avair, con un Fairchild SA227 en vuelo regular entre Raleigh y Richmond se estrelló en un embalse a una milla del Aeropuerto Internacional Raleigh-Durham cerca de Cary: El avión despegó con un bajo techo de nubes, baja visibilidad, y de noche. El análisis de los datos del radar indicó que el avión se precipitó tras efectuar el avión un viraje de 45 grados. Tanto la tripulación como los 10 pasajeros a bordo murieron. Durante la investigación se descubrió que el piloto se había mostrado indispuesto pero que decidió continuar con el vuelo.
- 31 de octubre de 1994: El vuelo 4184 de American Eagle operado por la filial de AMR Simmons Airlines con un ATR 72; Cerca de Roselawn, Indiana: Se dio la vuelta, entró en picado, y se estrelló desde un patrón de espera a 10 000 pies (3050 metros) debido al hielo. Los cuatro miembros de la tripulación y los 64 pasajeros murieron. 
  - Revisando el accidente de Roselawn, Stephen Fredrick reveló que el ATR había mostrado problemas desde hacía tiempo cuando operaba en situaciones de hielo como reflejó en el libro "Unheeded Warning - The Inside Story of American Eagle Flight 4184". El libro fue publicado en 1996 por McGraw-Hill. American Eagle retiró desde entonces los aviones ATR en las zonas de bajas temperaturas, reemplazándolos por aviones regionales a reacción. Sin embargo, los ATR-72 permanecen todavía en servicio para las rutas al Caribe desde Miami y San Juan, Puerto Rico, donde el hielo no existe. Hay también algunos en uso en Dallas-Fort Worth.
- 13 de diciembre de 1994: El vuelo 3379 de American Eagle operado por la filial regional de AMR Flagship Airlines, con un Jetstream 31 en vuelo regular de Raleigh a Greensboro y regreso a Raleigh cuando se estrelló en un área boscosa a unas 4 millas al suroeste del aeropuerto internacional Raleigh-Durham en las cercanías de Morrisville (Carolina del Norte). De las 20 personas a bordo (18 pasajeros y 2 miembros de la tripulación) 15 murieron mientras que los 5 supervivientes resultaron gravemente heridos. Las causa del accidente pudo haberse debido a que el piloto no siguiese los procedimientos adecuados ante una situación de fallo de motor.

## Incidentes y accidentes como Envoy Air
- El 11 de noviembre de 2019, el vuelo 4125 de American Eagle se deslizó de la calle de rodaje en el aeropuerto Chicago O’Hare después de aterrizar en 10 L en condiciones heladas. El Embraer 145LR fue sacado de la nieve más tarde. Ninguno de los 41 ocupantes resultó herido.
- El 31 de diciembre de 2022, la cargadora de equipaje Courtney Edwards de 34 años, empleada por Piedmont Airlines, aerolínea regional de American Airlines, murió en la rampa del Aeropuerto Regional de Montgomery cuando fue succionada por el motor a reacción de un Envoy Embraer 175 que estaba programado para volar como el vuelo 3408 de American Airlines.